# Нехай буде світло (оповідання Гайнлайна)
Нехай буде світло (англ. Let There Be Light) — науково-фантастичне оповідання Роберта Гайнлайна. Воно є другим у циклі творів «Історія майбутнього». Вперше опубліковане журналом Super Science Stories у травні 1940.

## Сюжет
Сюжет розгортається навколо винаходу «світлових панелей» — пристроїв, які з високим ККД перетворюють електричну енергію на світло (подібно до електролюмінесцентних дисплеїв, винайдених у 1949 році). У ході відкриття винахідники також з'ясували, що ці панелі можуть бути використані для отримання електричної енергії від світла (як фотоелемент).
Намагаючись вивести свої відкриття на ринок, вони стикаються з агресивною позицією конгломерату компаній-виробників електроенергії, спрямованою на збереження монополії на її виробництво. Замість того, щоб зберегти патент на винахід для власного виробництва, вчені публікують детальний опис свого відкриття, дозволяючи кожному підприємцю зайнятись подібним виробництвом за невелике роялті. Екрани сонячних променів Дуглас-Мартен з'являються в ряді інших оповідань Гайнлайна, таких як «Дороги повинні рухатися».